# Kerstin Thielemann

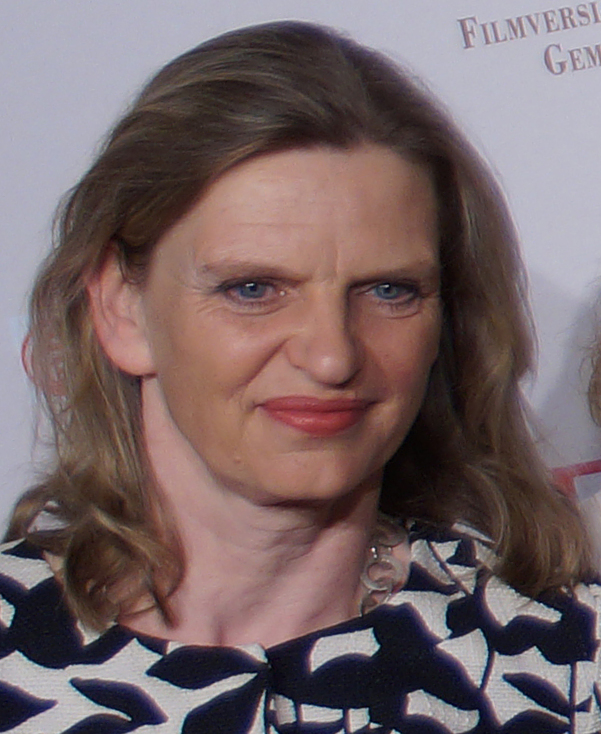
Kerstin Thielemann, 2016

Kerstin Thielemann (* 23. April 1962 in Leipzig) ist eine deutsche Schauspielerin. Bekannt wurde sie durch die Comedy-Serie Nikola, als Dr. Borstel.

## Leben
Kerstin Thielemann absolvierte ab 1981 ihre Ausbildung an der Theaterhochschule „Hans-Otto“ in Leipzig und bekam dort 1985 ein Diplom. Es folgten unter anderem Engagements am Staatsschauspiel Dresden, Theater Senftenberg, Schauspiel Bonn (1987–1994), Schauspiel Frankfurt, Stadttheater Aachen, Landestheater Neuss, Theater im Bauturm Köln, Theater der Keller Köln. Sie arbeitete unter anderem mit den Regisseuren Hans Hollmann, Volker Hesse, Jossi Wieler, Michael Gruner, Beat Fäh, Andreas Kriegenburg und Sewan Latchinian zusammen.
Seit Anfang der 1990er Jahre ist Thielemann in verschiedenen Fernsehproduktionen zu sehen. Bekannt geworden ist sie durch ihre Rolle als Dr. Charlotte Borstel in der RTL-Serie Nikola und die Rolle der Oberstaatsanwältin Isolde Maria Schrankmann in Alarm für Cobra 11 – Die Autobahnpolizei. Seit 2000 arbeitet sie als Schauspielcoach und unterrichtet an der Schauspielschule der Keller im Theater der Keller, Köln im Fach Szenenstudium.
Kerstin Thielemann lebt in Köln.

## Filmografie (Auswahl)

### Filme
- 1994: Tag der Abrechnung – Der Amokläufer von Euskirchen (Fernsehfilm)
- 1995: Kommt Mausi raus?! (Fernsehfilm)
- 1995: Der Neger Weiß
- 1998: Totalschaden (Fernsehfilm)
- 2002: Der Poet
- 2005: Der Untergang der Pamir
- 2006: Tollpension (Fernsehfilm)
- 2008: Mia und der Millionär
- 2009: Der verlorene Vater
- 2010: Küss Dich Reich (Fernsehfilm)
- 2010: Scheidung für Fortgeschrittene (Fernsehfilm)
- 2011: Bastard
- 2013: Westen
- 2014: Kückückskind
- 2015: Wir Monster
- 2015: 3 Türken und ein Baby
- 2016: Kaltfront (Fernsehfilm)
- 2018: Carneval – Der Clown bringt den Tod
- 2019: Brecht
- 2021: Lieber Thomas
- 2023: Eher fliegen hier UFOs (Fernsehfilm)

### Fernsehserien
- 1985: Neues übern Gartenzaun
- 1986: Polizeiruf 110: Ein großes Talent (Fernsehreihe)
- 1994: Stadtklinik (Folge 2x06)
- 1994–1995: Westerdeich
- 1996–2005: Nikola (55 Folgen)
- 1996: SK-Babies (Folge 2x07)
- 1997: Ein Mann steht seine Frau (Folge 1x03)
- 1999: Schwarz greift ein (Folge 3x13)
- 2001: SK Kölsch (Folge 2x01)
- 2002: Tatort: Schlaf, Kindlein, schlaf
- 2003: Die Sitte (Folge 2x08)
- 2004: Tatort: Hundeleben
- seit 2004: Alarm für Cobra 11 – Die Autobahnpolizei (wiederkehrende Nebenrolle)
- 2007–2015: SOKO Köln (3 Folgen)
- 2009: Wilsberg: Doktorspiele
- 2009: Mord mit Aussicht (Folge 1x10)
- 2010: Wir müssen reden! (Folge 1x08)
- 2011: Danni Lowinski (Folge 2x12)
- 2012: Heiter bis tödlich: Henker & Richter (Folge 1x10)
- 2013: Herzensbrecher – Vater von vier Söhnen (Folge 1x08)
- 2015: Heldt (Folge 3x11)
- 2017: Wilsberg – Die fünfte Gewalt
- 2018: Babylon Berlin (Folge 2x01)
- 2018: Parfum (Folge 1x06)
- 2020: Der Lehrer (Folge 8x05)
- 2020: Der Staatsanwalt (Folge 15x06)
- 2020: Anna und ihr Untermieter: Aller Anfang ist schwer
- 2022: Tatort: Des Teufels langer Atem
- 2022: Billy Kuckuck – Mutterliebe
- 2025: Wilsberg: Über dem Gesetz
- 2025: Tatort: Das Ende der Nacht